# Scipiolus spinosus
Scipiolus spinosus là một loài nhện biển trong họ Ammotheidae. Loài này thuộc chi Scipiolus. Scipiolus spinosus được miêu tả khoa học năm 1955 bởi Utinomi.